# Селф, Дафни
Дафни Селф (англ. Daphne Selfe; род. 1928) — старейшая британская модель.

## Биография
Родилась 1 июля 1928 года под Лондоном в так называемом Home counties.
Во время Второй мировой войны находилась и училась в интернате. Только после двадцати одного года она выиграла местный конкурс среди девушек для обложки журнала и присоединилась к лондонскому Gaby Young Agency, где она обучалась профессии модели.
В профессиональной деятельности была моделью для художников, работала в доме моделей, появлялась в коммерческой в рекламе различных товаров от одежды до хлопьев для завтрака.
Выйдя замуж за Джима Смита, который работал в театре и телевизионном производстве, Дафни прекратила активную работу в качестве модели. Переехав в Хартфордшир, жила с мужем в этом городе, воспитала троих детей. Когда Дафни было семьдесят лет, умер её муж и она снова (в таком возрасте) вернулась к модельному бизнесу, работая в нём по настоящее время.
В возрасте за 70 она попадает на обложку журнала Vogue, была отмечена в рекламных показах известных брендов, в числе которых TK Maxx, Vans и Dare to Wear, а также работала на подиумах. В своём почтенном возрасте она является очень востребованной моделью, чьи услуги стоят до $2000 за один рабочий день. Работала с фотографами Марио Тестино, Дэвидом Бэйли и Ранкиным, снималась для Dolce & Gabbana, Ralph Lauren и Harper’s Bazaar.
Свою деятельность продолжает и в настоящее время, надеясь проработать и дожить до 100 лет.